# Pacasmayo
Pacasmayo est une ville dans la province de Pacasmayo au Pérou.
Sa plage est régulièrement fréquentée par des surfers.

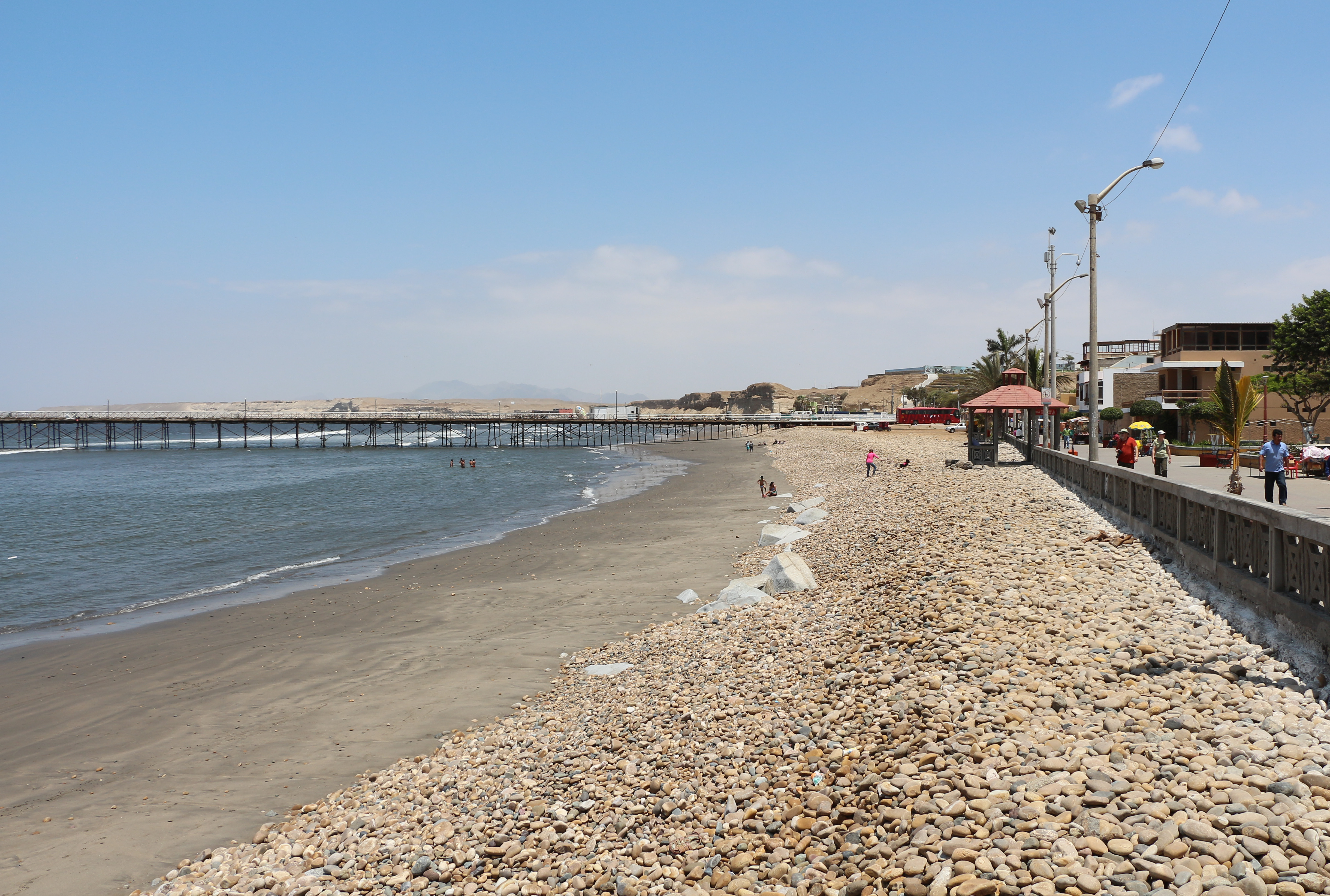
Plage de Pacasmayo
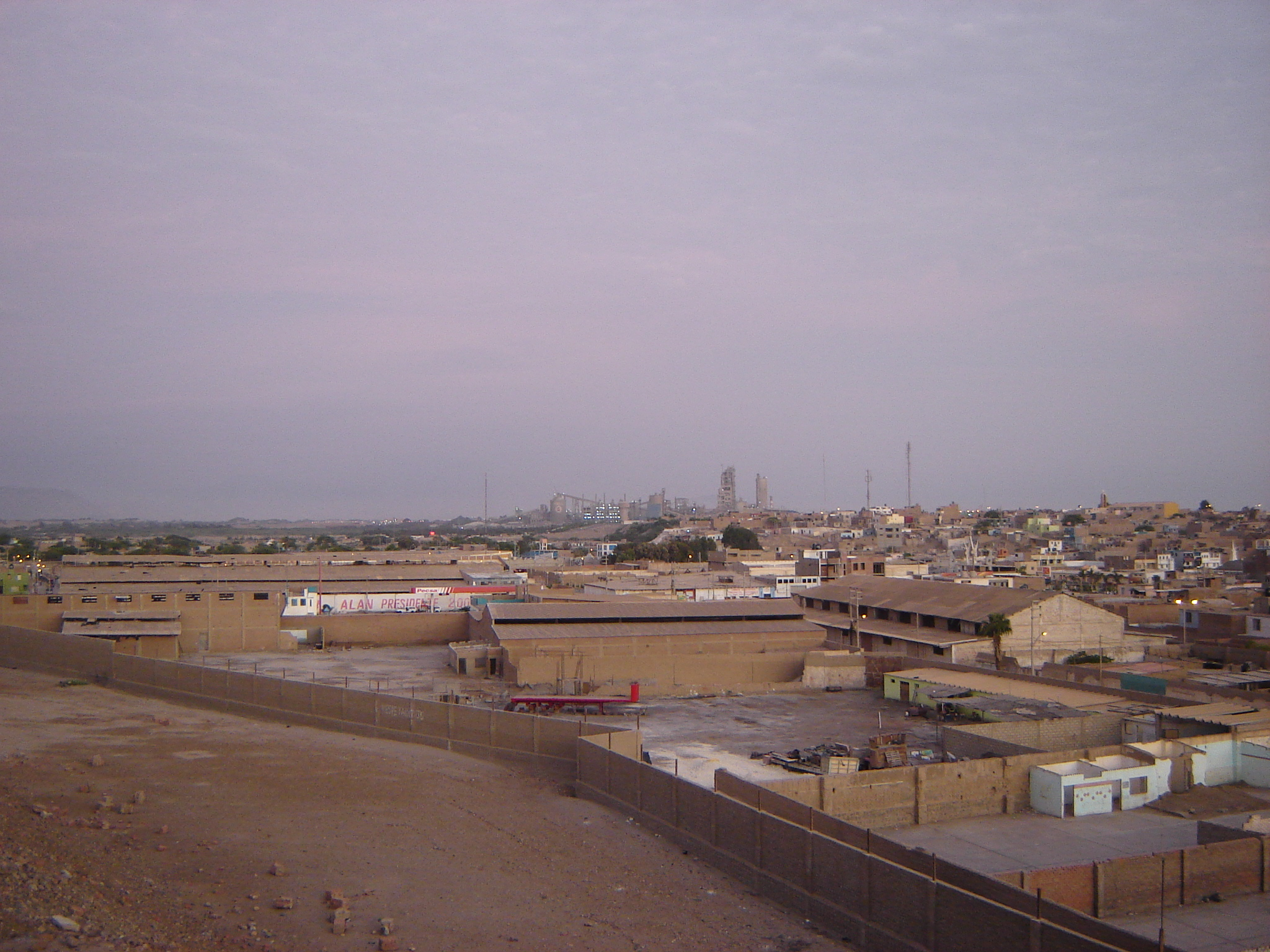
Pacasmayo
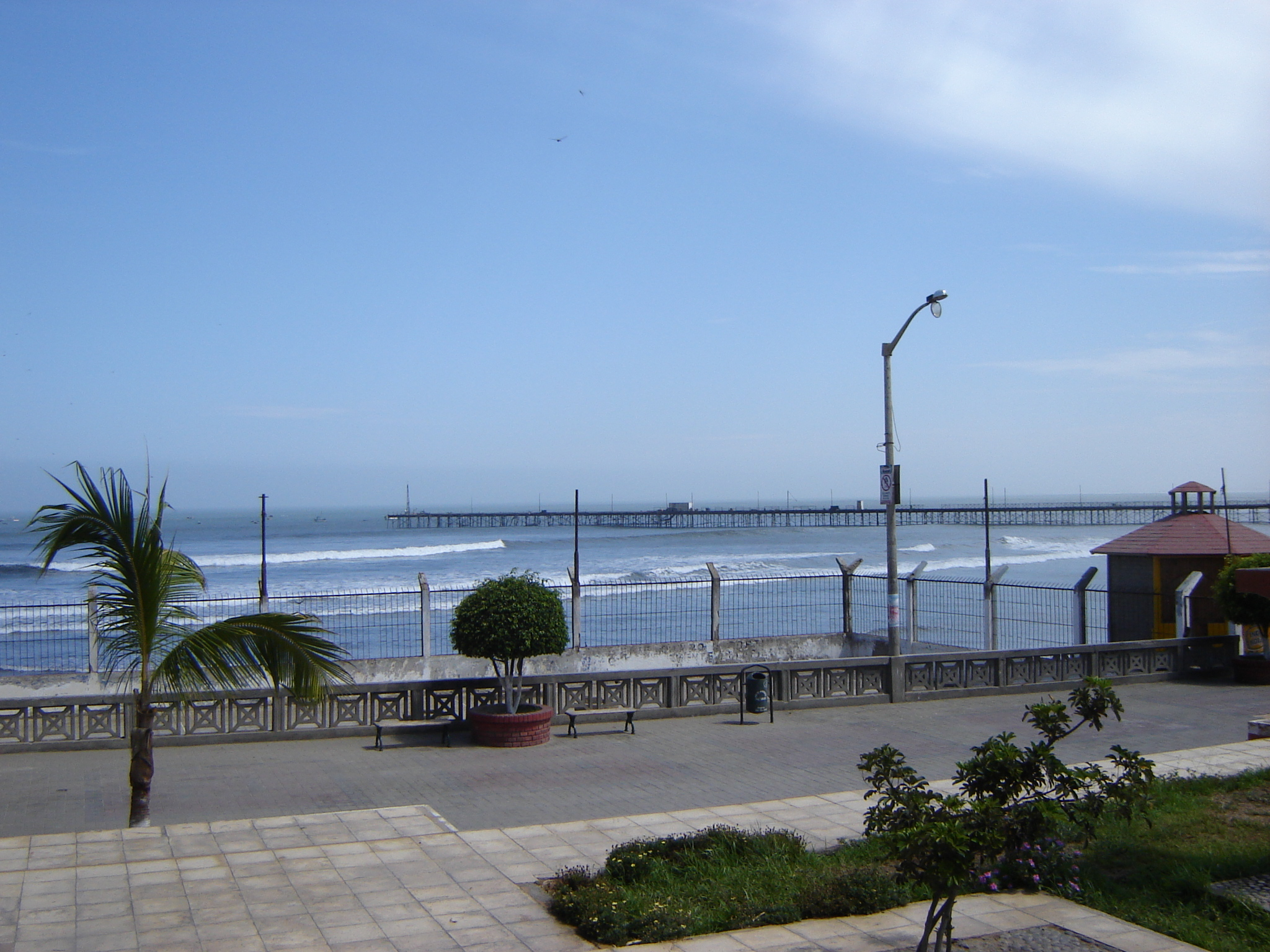
Jetée de Pacasmayo
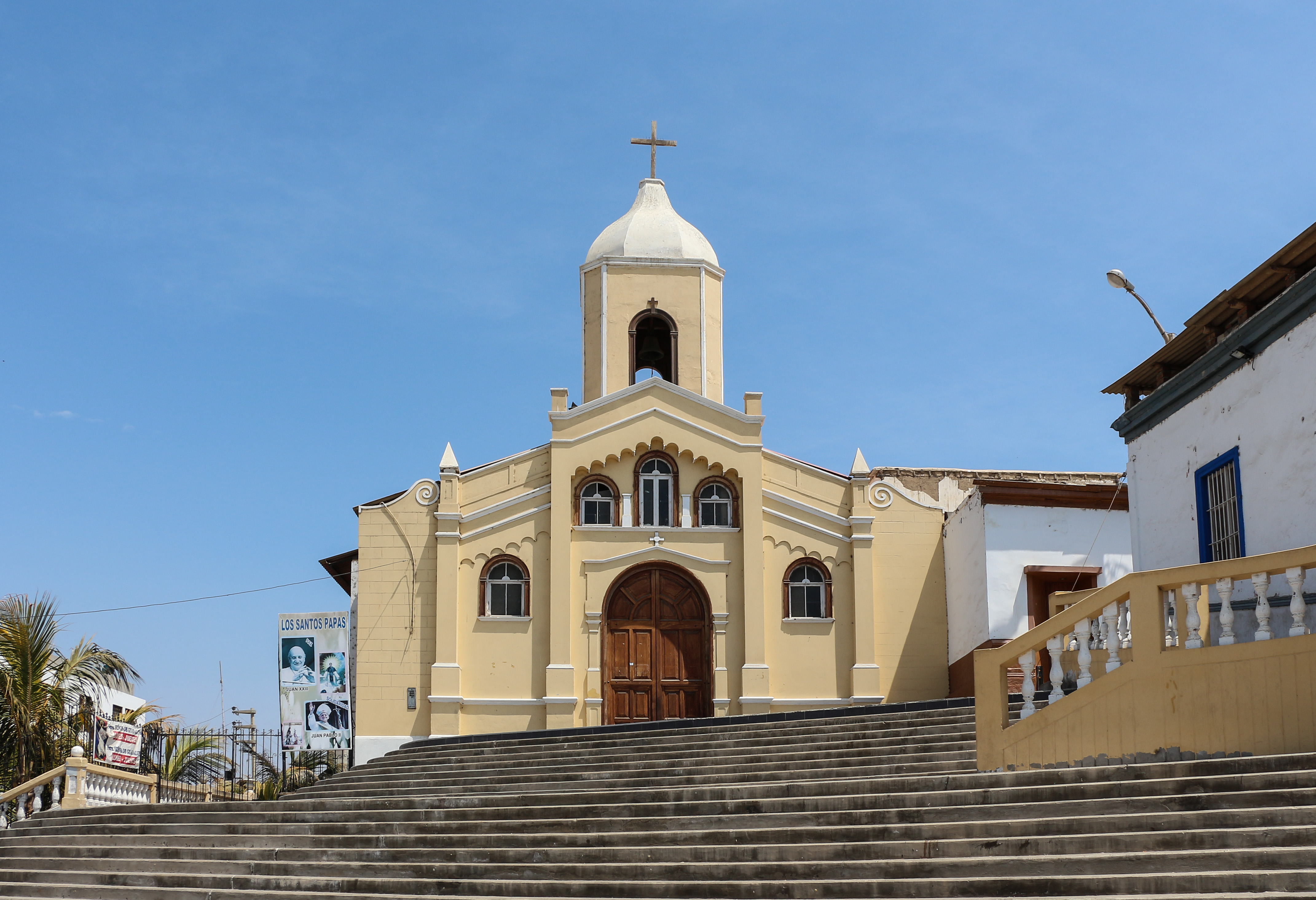
Église Notre-Dame de Guadalupe